# Чемпіонати світу з велоспорту
Чемпіонати світу UCI — щорічні змагання, що проводяться за підтримки Міжнародного союзу велосипедистів (UCI) для визначення чемпіонів світу у велоспорті. Вони проводяться в декількох різних дисциплінах, щороку в новій країні. Переможець чемпіонату має право виступати в білій майці з кольоровими смугами на грудях весь наступний рік. Через схожість з веселкою вона отримала неофіційну назву «райдужна майка» (англ. The rainbow jersey). Майки отримують золоті, срібні та бронзові призери індивідуальних і командних змагань. Колишні чемпіони можуть виступати в одязі з коміром і рукавами з такими ж кольоровими смугами, як на райдужній майці. Чемпіонати проводиться для чоловіків і жінок, на дорогах з твердим покриттям, на велотреках, на пересіченій місцевості і в приміщенні. Є також чемпіонати для людей з обмеженими можливостями.

## Змагання
- Чемпіонат світу з шосейних велогонок
- Чемпіонат світу з трекових велогонок
- UCI Mountain Bike & Trials World Championships
- UCI Mountain Bike Marathon World Championships
- UCI Cyclo-cross World Championships
- UCI BMX World Championships
- UCI Indoor Cycling World Championships
- UCI Para-cycling Road World Championships
- UCI Para-cycling Track World Championships